# Ivan Horbatchevsky
Ivan Iakovytch Horbatchevsky (ukrainien : Іван Якович Горбачевський, Ivan Jakovyč Horbačevskyj ; 15 mai 1854, Zarubińce - 24 mai 1942, Prague) également connu sous le nom de Jan Horbaczewski, Johann Horbaczewski ou Ivan Horbaczewski, était un éminent chimiste et homme politique autrichien d'origine ukrainienne.
De 1872 à 1878, il étudie la médecine à l'Université de Vienne, en Autriche. En 1883, il fut nommé professeur extraordinaire et, en 1884, professeur ordinaire à l'Université de Prague par l'Empereur, et fut recteur de la même université pendant un certain temps. Il est particulièrement connu pour ses contributions en chimie organique et en biochimie. Il fut le premier à synthétiser l'acide urique à partir de la glycine en 1882. Il a également remarqué que les acides aminés étaient des éléments constitutifs des protéines. Horbatchevsky a travaillé en Autriche, en Tchécoslovaquie, en Hongrie et en Ukraine.
Ses publications scientifiques apparaissent dans Google Scholar avec l'orthographe Horbaczewski.

## Hommages
Le musée Ivan-Horbatchevsky dans son village natal actuellement en Ukraine et l'université nationale médicale Ivan-Horbatchevsky de Ternopil portent son nom.